# Albanië op het Eurovisiesongfestival 2005
Albanië deed mee aan het  Eurovisiesongfestival 2005 in Kiev, Oekraïne. Het was de tweede deelname van het land aan het Eurovisiesongfestival. De artiest werd gezocht via het jaarlijkse Festivali i Këngës. RTSH is verantwoordelijk voor de Albanese bijdrage voor de editie van 2005.

## Selectieprocedure
Aan het 43e Festivali i Këngës namen 32 kandidaten deel. Na de twee halve finales op donderdag en vrijdag bleven achttien finalisten over. Zij zongen ook in de finale met orkest hun nummers. Alleen de top drie van de finale werd bekendgemaakt. Ledina Çelo won de Albanese voorronde. Luis Ejlli werd tweede, Jonida Maliqi eindigde als derde. Het winnende nummer was geschreven door Adrian Hila en Pandi Laços.
Het lied Neser shkoj dat in Albanië de nationale voorronde won, werd voor het Eurovisiesongfestival voorzien van een Engelse tekst. Tevens werd het lied ingekort om aan de drieminutenregel te voldoen. In de originele versie duurde het nummer ongeveer 30 seconden te lang.

## Festivali i Këngës 2004

### Eerste halve finale
| Nr. | Artiest                               | Lied                       |
| --- | ------------------------------------- | -------------------------- |
| 1   | Marsida Saraçi                        | Më Duaj Gjatë              |
| 2   | Julian Lekoçaj                        | Do Të Fal                  |
| 3   | Stela Risto                           | Vështirë Të Flas           |
| 4   | Aleksia Jani                          | Zotit                      |
| 5   | Soni Malaj                            | Eja Në Ballkan             |
| 6   | Aurel Thëllimi                        | Erë E Marrë                |
| 7   | Rovena Stefa                          | Kthehem Prapë              |
| 8   | Floriana Muça                         | Përtej Dashurisë           |
| 9   | Vesa Luma, Teuta Kurti & Rona Nishliu | Flakareshë                 |
| 10  | Joe Artid Fejzo                       | Me Ty                      |
| 11  | Besiana Mehmeti                       | Grafikë Dashurie           |
| 12  | Mariza Ikonomi                        | Kur Dashuron               |
| 13  | Klajdi Musabelliu                     | Puthjen Nuk Ta Kam Harruar |
| 14  | Jonida Maliqi                         | Frikem Se Më Pëlqen        |
| 15  | Agim Poshka                           | Të Kam, S'të Kam           |
| 16  | Rosela Gjylbegu & Arbër Arapi         | Pëshperitje Zemrash        |

### Tweede halve finale
| Nr. | Artiest                   | Lied                         |
| --- | ------------------------- | ---------------------------- |
| 1   | Barbana Dini              | Jeta Këtu S'mbaron           |
| 2   | Kujtim Prodani            | Ndryshe E Shikoj             |
| 3   | Olsa Spata                | Pritje                       |
| 4   | Shpat Kasapi              | Jam Dhe Kam                  |
| 5   | Monika Trungu             | Ti Më Bën Të Pasur           |
| 6   | Samanta Karavello         | Buzëqeshje                   |
| 7   | Çlirim Denaj              | Ti Ike                       |
| 8   | Tergita Gusta             | Me Ty, Pa Ty                 |
| 9   | Luiz Ejlli                | Hëna Dhe Yjet Dashurojnë     |
| 10  | Elsida Sinaj              | Harresë Kujtimesh            |
| 11  | Sajmir Çili               | Ëndërr E Gjallë              |
| 12  | Redon Makashi             | Ndjenjë                      |
| 13  | Ingrid Jushi              | Vetëm Një Natë               |
| 14  | Kozma Dushi & Ermira Kola | Të Bashkëjetoj Me Ty         |
| 15  | Ledina Çelo               | Nesër Shkoj                  |
| 16  | Sajmir & Enkela Braho     | Para Se Të Vish Në Këtë Botë |

### Finale
In de finale werd alleen de top drie bekendgemaakt deze zag er als volgt uit.
| Nr. | Artiest       | Lied                       | Plaats |
| --- | ------------- | -------------------------- | ------ |
| 8   | Luiz Ejlli    | "Hëna dhe yjet dashurojnë" | 2      |
| 12  | Ledina Çelo   | "Nesër shkoj"              | 1      |
| 13  | Jonida Maliqi | "Frikem se më pëlqen"      | 3      |

## In Kiev
Albanië maakte een sterk debuut op het songfestival van 2004 en was het bovendien direct geplaatst voor de finale van het Eurovisiesongfestival 2005.
Net als haar voorgangster Anjeza Shahini liet Ledina Çelo in de voorbereiding op het songfestival haar lied in het Engels vertalen: Nesher shkoj werd Tomorrow I go. Een evenaring van het succes van Shanini zat er echter niet in: met 53 punten kwam Çelo in Kiev niet verder dan de 16de plek. Albanië zou in 2006 weer in de halve finale moeten starten

### Gekregen punten

#### Finale
| 12 punten               | 10 punten                   | 8 punten               | 7 punten            | 6 punten    |
| ----------------------- | --------------------------- | ---------------------- | ------------------- | ----------- |
| - Noord-Macedonië       | - Griekenland - Zwitserland | - Servië en Montenegro |                     |             |
| 5 punten                | 4 punten                    | 3 punten               | 2 punten            | 1 punt      |
| - Bosnië en Herzegovina |                             | - Oostenrijk           | - Kroatië - Turkije | - Frankrijk |

### Punten gegeven door Albanië

#### Halve finale
Punten gegeven in de halve finale:
| 12 punten | Noord-Macedonië |
| 10 punten | Kroatië         |
| 8 punten  | Slovenië        |
| 7 punten  | Israël          |
| 6 punten  | Andorra         |
| 5 punten  | Oostenrijk      |
| 4 punten  | Bulgarije       |
| 3 punten  | Moldavië        |
| 2 punten  | Noorwegen       |
| 1 punt    | België          |

#### Finale
Punten gegeven in de finale:
| 12 punten | Griekenland          |
| 10 punten | Noord-Macedonië      |
| 8 punten  | Turkije              |
| 7 punten  | Cyprus               |
| 6 punten  | Servië en Montenegro |
| 5 punten  | Roemenië             |
| 4 punten  | Malta                |
| 3 punten  | Israël               |
| 2 punten  | Kroatië              |
| 1 punt    | Frankrijk            |